# 苏勇
苏勇（1951年4月—），江苏丰县人。中国人民解放军少将。
2002年6月，任解放军军事法院副院长；2006年4月，任解放军军事法院院长。2007年12月，晋升中华人民共和国一级大法官。